# ۲۵ تازی‌ها
۲۵ تازی‌ها یک ستاره است که در صورت فلکی تازی‌ها قرار دارد.